# Mindre igelkottanrek
Mindre igelkottanrek (Echinops telfairi) är ett däggdjur i familjen tanrekar och den enda arten i sitt släkte. Den lever endemisk på Madagaskar.
Det vetenskapliga släktnamnet kommer från grekiska med betydelse "liknar en igelkott". Artepitet hedrar naturforskaren Charles Telfair som grundade Mauritius botaniska trädgård.

## Beskrivning
Arten påminner om den europeiska igelkotten men det finns inget nära släktskap. Ryggen är täckt med taggar som kan variera i färg beroende på utbredningsområde. Ansiktet, buken är extremiteterna är täckta med mjuka hår. Mindre igelkottanrek skiljer sig från större igelkottanrek genom mindre storlek, kortare klor och antalet tänder. Den har 32 tänder medan den större arten har 36. Kroppslängden ligger mellan 14 och 18 cm och svansens ansats är inte synlig. Vikten är 110 till 250 gram.
Mindre igelkottanrek förekommer på sydvästra Madagaskar och vistas där i olika skogar, på gräsmarker eller i odlade områden. Den undviker alltför fuktiga ställen.
Individerna är aktiva på natten och vilar på dagen i trädens håligheter eller i underjordiska bon. Under vintern håller de dvala som är vanligen tre månader lång. I fångenskap åt de insekter, ungar av möss och små bitar av kokt kött.
Enligt data från försöksdjur kan de leve i mindre grupper av några honor eller av två individer med olika kön. Två hannar i samma bur var mycket aggressiva mot varandra. Parningen sker under våren (oktober) och efter 42 till 49 dagars dräktighet föds upp till 10 ungar (oftast 5 till 7). Ungarna föds blinda och de öppnar sina ögon efter cirka 9 dagar. Honan slutar efter cirka fyra veckor med digivning och ungarna blir efter första vintern könsmogna. Livslängden kan vara 13 år med människans vård.
IUCN bedömer beståndet som stabilt och listar arten som livskraftig (LC).